# 君士坦提烏斯一世
弗拉維烏斯·瓦列里烏斯·君士坦提烏斯（拉丁語：Flavius Valerius Constantius，約250年—306年7月25日），通稱君士坦提烏斯一世，是四帝共治制時期的羅馬帝国西部奧古斯都（主皇帝），君士坦丁王朝的創建者，於305年至306年在位。他是皇帝戴克里先建立的四帝共治的四位創始成員之一，最初於293年到305年擔任凯撒（副皇帝）。君士坦提烏斯也是著名的君士坦丁大帝的父親和聖海倫納的前任丈夫。他因為臉色蒼白的外表特徵，在東羅馬帝國史學家筆下常稱他為君士坦提烏斯·克洛魯斯（Chlorus，直译：「the Pale」）。

## 生平

### 早年職業生涯

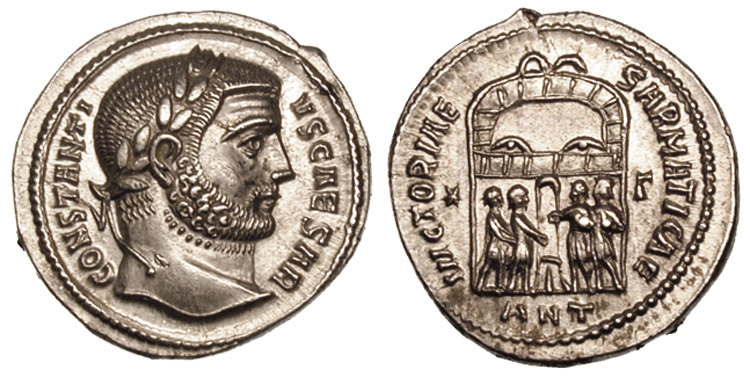
這枚銀幣的背面是君士坦提烏斯時期在安提阿鑄造的，描繪的是四位皇帝正在舉行祭祀，慶祝對薩爾馬提亞人的勝利。

君士坦提烏斯的出生日期是3月31日；具體年份不詳，但根據他的職業和長子的年齡推測，他的出生年份不晚於約250年。君士坦提烏斯是伊利里亞人。他出生於上默西亞行省（後來的達契亞里彭西斯），位於多瑙河南岸。根據不可靠的《羅馬皇帝傳》記載，他是上默西亞行省的貴族優特羅庇烏斯（Eutropius）與皇帝克勞狄二世（268年-270年在位）的侄女克勞蒂婭的兒子。 同一資料來源也提到了克勞狄有「弗拉維烏斯‧瓦列里烏斯」這個稱號，以加強他與君士坦提烏斯的連結。現代歷史學家懷疑這種母系關係是其子君士坦丁一世捏造的家譜，因他的家族出身卑微。君士坦丁可能試圖將父親的背景與他父親的前上司西部奧古斯都馬克西米安的關係分開（記錄抹煞）。
君士坦提烏斯是奧勒良皇帝的護國公奧古斯都·諾斯特里成員，並在東部與割據政權芝諾比婭女皇的帕米拉帝國作戰（三世紀危機）。雖然他在普羅布斯皇帝治下被封為「都督」（dux）的說法可能是捏造的，但他確實在軍隊中獲得了護民官的头銜，並在卡魯斯統治期間被擢升為達爾馬提亞行省的總督。據推測，就在285年7月戴克里先在瑪古斯戰役中擊敗卡魯斯之子卡里努斯之前，他轉而效忠於未來的皇帝戴克里先。
286年，戴克里先皇帝將他的軍事同僚馬克西米安封為帝國西部行省的共治皇帝，而戴克里先則接管了帝國東部行省，開啟了最終將羅馬帝國分裂為東西兩部分的進程。到288年，君士坦提烏斯的總督統治期已經結束，他被任命為馬克西米安麾下西部的禁衛軍長官。從287年到288年，君士坦提烏斯在馬克西米安的指揮下與阿勒曼尼人交戰，對萊茵河和多瑙河對岸的蠻族部落領土發動了攻擊。 為了鞏固自己與馬克西米安皇帝之間的關係，君士坦提烏斯與皇帝的女兒狄奧多拉結婚。

### 被封為副皇帝

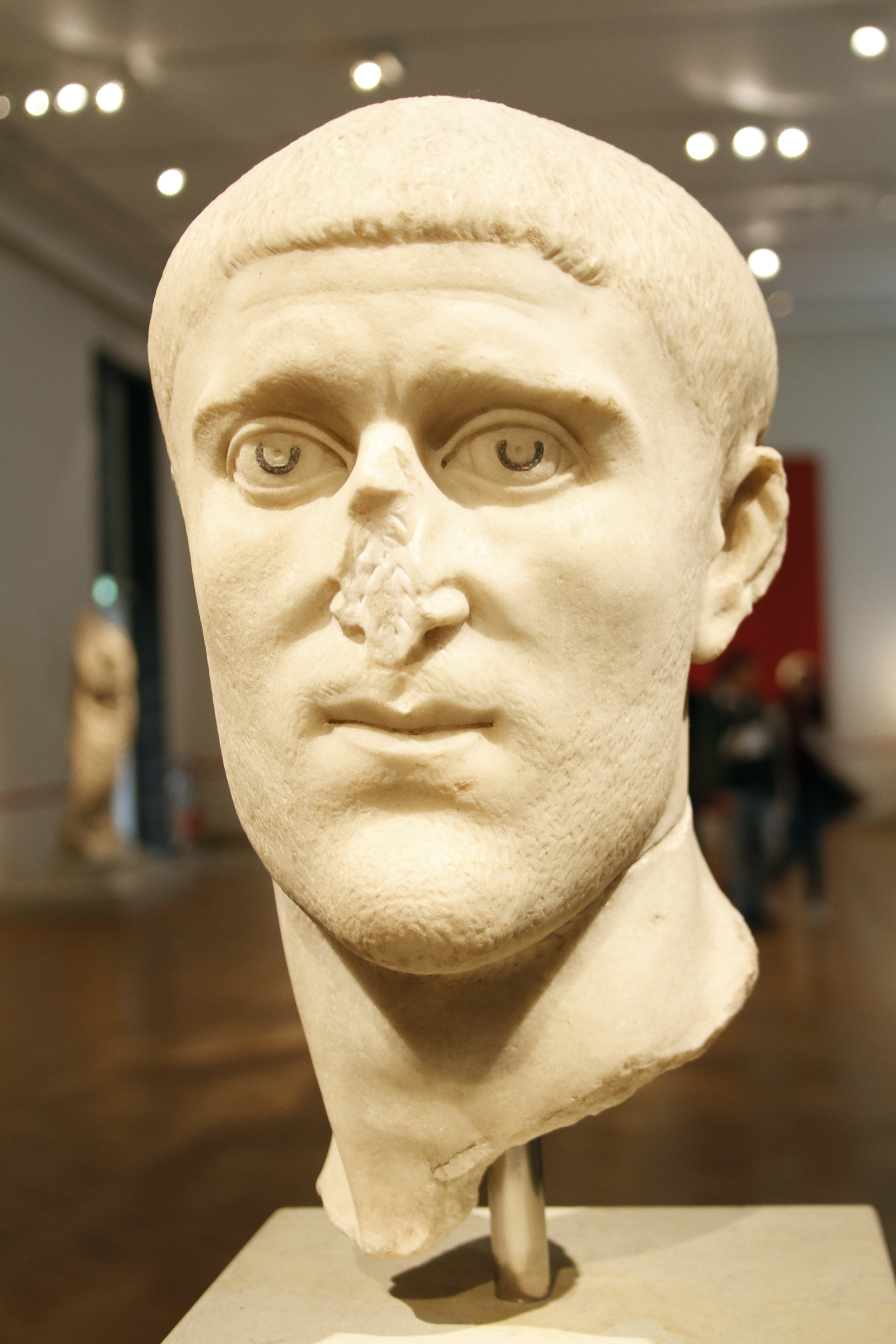
四帝共治其中一位的肖像，最有可能是君士坦提烏斯

293年，戴克里先意識到共治皇帝對新女婿的野心，允許馬克西米安擢升君士坦提烏斯，實行一種新的權力分享制度，即四帝共治制。帝國東部和西部將分別由一位奧古斯都（主皇帝）統治，並由一位凯撒（副皇帝）輔佐。在位的奧古斯都去世後，兩位凱撒都擁有繼承權。
293年3月1日，君士坦提烏斯在梅蒂奧拉努（米蘭）被正式任命為馬克西米安的凱撒。他採用了戴克里先的姓氏“瓦列里烏斯”，並且由於與馬克西米安的地位相同，所以也被稱為「赫丘利」。他被賦予的統治範圍包括高盧行省、不列顛尼亞行省，可能還有西班牙行省。東方奧古斯都戴克里先為了維持帝國的權力平衡，擢升伽列里烏斯為他的凱撒，時間可能是293年5月21日，地點是菲利普波波利斯（普羅夫迪夫）。君士坦提烏斯是兩位凱撒中資歷較深的一位，在官方文件中，他總是被提及在伽列里烏斯之前，佔據優先地位。君士坦提烏斯的首都定於奧古斯塔·特雷韋羅倫（特里爾）。
君士坦提烏斯成為凱撒後的首要任務是處理篡位者卡勞修斯，後者於286年在不列顛尼亞和高盧北部稱帝。293年末，君士坦提烏斯在高盧擊敗了卡勞西烏斯的軍隊，攻佔了博諾尼亞（滨海布洛涅）。卡勞修斯隨後被他的財政官阿勒克圖斯暗殺，後者接管了不列顛各省直至296年去世。

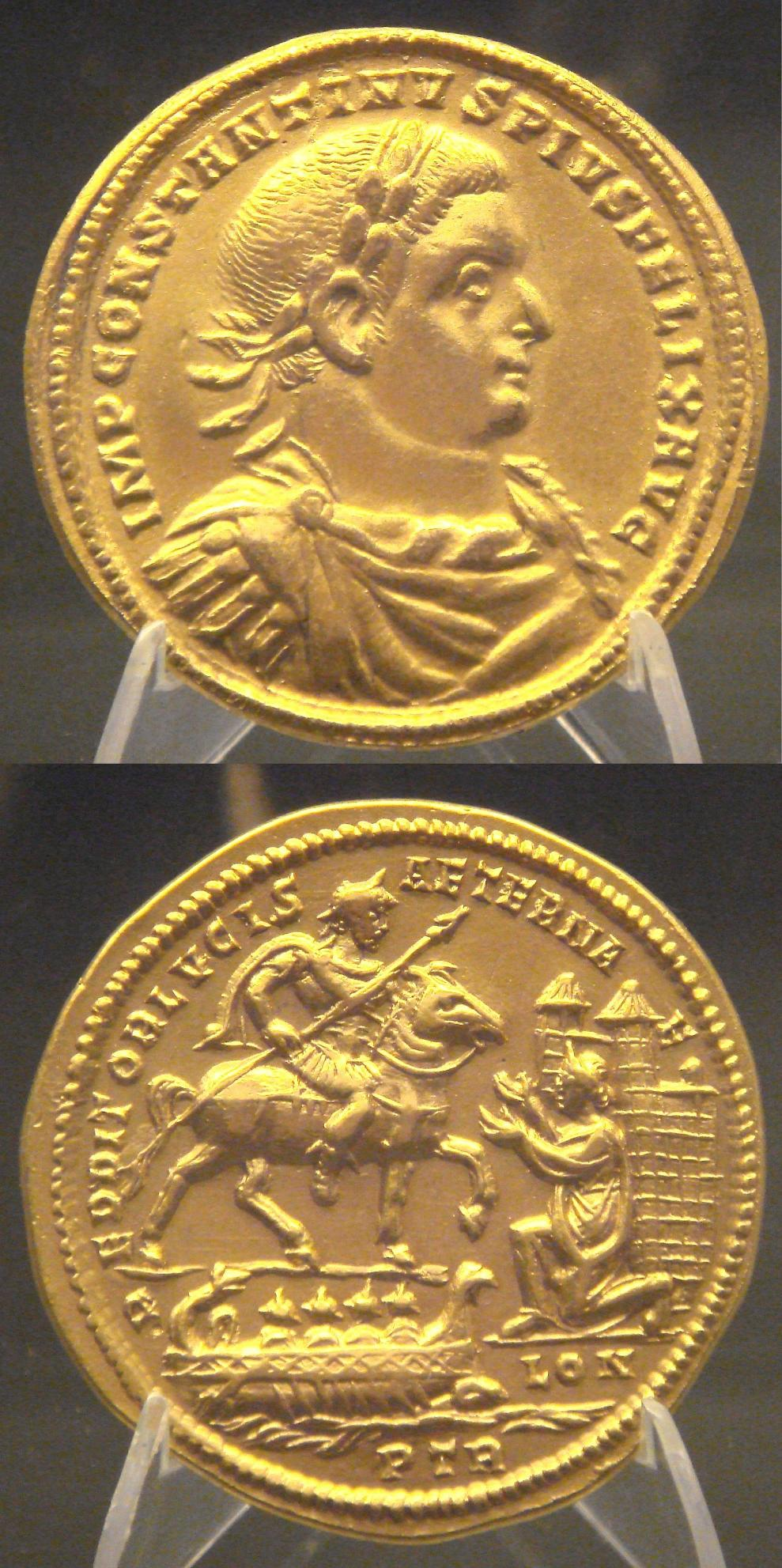
君士坦提烏斯一世擊敗阿勒克圖斯後攻占倫蒂尼恩的金章（銘文為LON）的複製品。原件是法國阿拉斯出土的博蘭寶藏的一部分。

君士坦提烏斯在接下來的兩年裡，一直在消除與阿勒克圖斯結盟的法蘭克人的威脅，因為北高盧至少在295年之前一直處於這位不列顛篡位者的控制之下。他也與阿勒曼尼人作戰，並於295年在萊茵河口取得了一些勝利。出於行政方面的考慮，在此期間他也至少前往義大利一次。直到他覺得自己準備好了（並且直到他的上司馬克西米安最終來到萊茵河邊境支援他），他才集結了兩支入侵艦隊，意圖橫渡英吉利海峽。第一艘艦隊委託給君士坦提烏斯手下長期任職的禁衛軍長官尤利烏斯·阿斯克勒庇俄多圖斯，他從塞納河口啟航；另一艘艦隊由君士坦提烏斯親自指揮，從他在博諾尼亞的基地啟航。阿斯克勒庇俄多圖斯率領的艦隊在懷特島附近登陸，他的軍隊與阿萊克圖斯的軍隊遭遇，導致篡位者戰敗身亡。同時，君士坦提烏斯佔領了倫蒂尼恩（倫敦），拯救了這座城市，使其免遭法蘭克僱傭兵的襲擊。這些沒有軍餉的僱傭兵當時正在不列顛尼亞行省遊蕩，君士坦提烏斯之後將僱傭兵全部屠殺。
君士坦提烏斯在不列顛尼亞停留了幾個月，更換了阿萊克圖斯的大部分軍官，此時不列顛各省可能正按照戴克里先對帝國進行的其他行政改革的思路進行細分。結果是上不列顛尼亞被劃分為馬克西馬·凱撒利恩西斯和第一不列顛尼亞行省，而弗拉維亞·凱撒利恩西斯和次不列顛尼亞則從下不列顛尼亞中分離出來。他也修復了哈德良長城及其堡壘。
298年下半年，君士坦提烏斯在朗格內斯戰役（朗格勒）中與阿勒曼尼人交戰。他被困在城中，但六小時後他的軍隊支援趕到並擊敗了敵人。他在文多尼薩戰役再次擊敗阿勒曼尼人，從而加強了萊茵河邊界的防禦。300年，他在萊茵河邊境與法蘭克人交戰，作為鞏固邊境整體戰略的一部分，君士坦提烏斯將法蘭克人安置在高盧的荒蕪地區，以重新安置這些被毀地區的居民。然而在接下來的三年裡，萊茵河邊境繼續佔據君士坦提烏斯的注意力。
從303年戴克里先迫害開始，君士坦提烏斯開始執行針對基督教迫害的帝國敕令，這些敕令要求摧毀教堂。伽列里烏斯熱衷於推行迫害，他注意到君士坦提烏斯對基督徒抱持良好態度，並認為這是在年邁的戴克里先面前提升自己政績的一種方式。在四位分封皇帝中，君士坦提烏斯在其直接管轄的西部行省執行敕令是最少的，僅限於拆除少數幾座教堂。基督教史學家該撒利亞的優西比烏否認君士坦提烏斯摧毀了基督教建築，但基督教作家拉克坦提烏斯記錄他確實摧毀了基督教建築。

### 被封為奧古斯都與駕崩

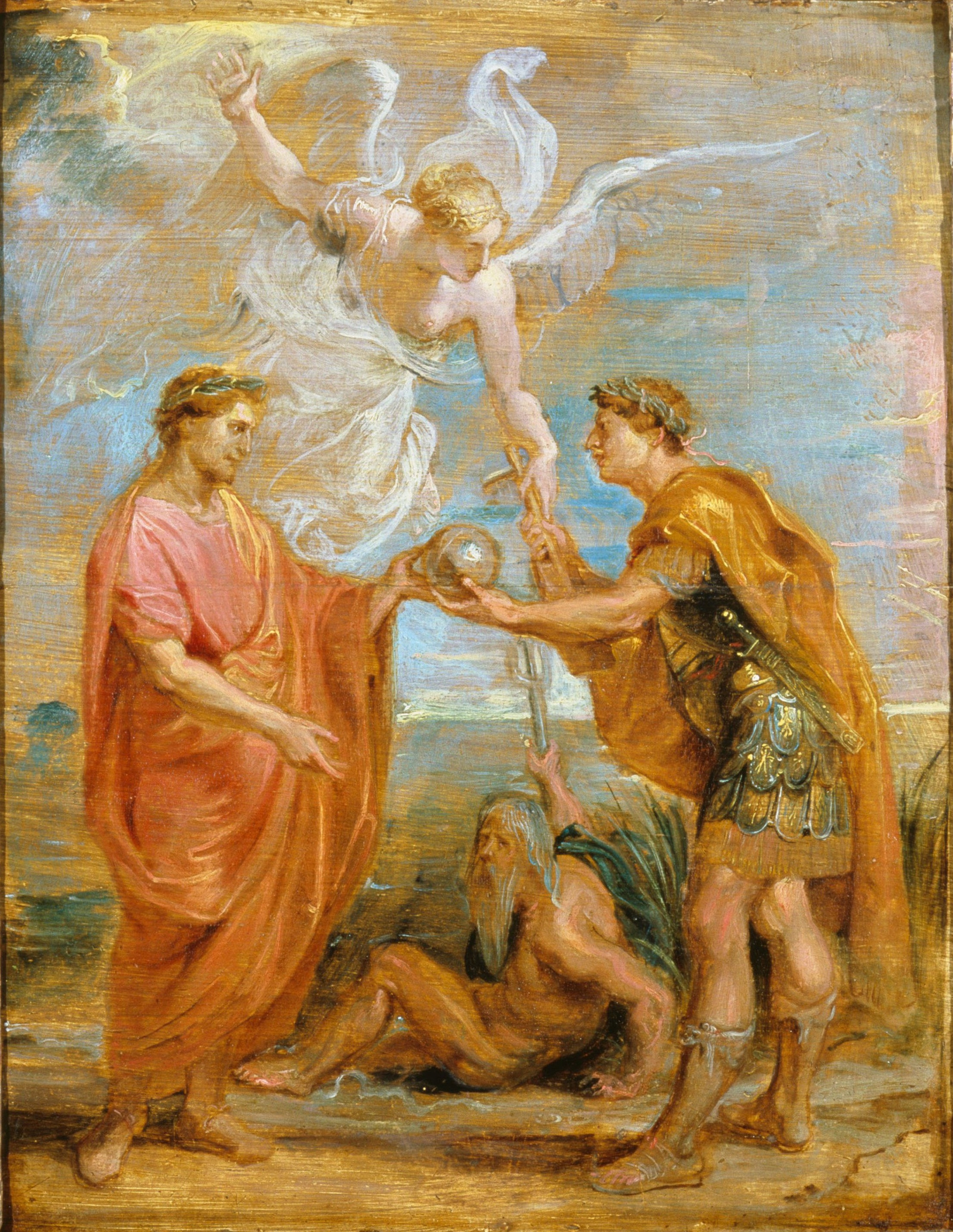
「君士坦提烏斯任命君士坦丁為繼任者」，彼得·保羅·魯本斯繪於1622年

303年至305年間，伽列里烏斯開始規劃確保在戴克里先死後能夠從君士坦提烏斯手中奪取權力。304年，馬克西米安與伽列里烏斯會面，可能是為了討論繼承權問題，但君士坦提烏斯要么沒有受到邀請，要么由於萊茵河局勢未能出席。儘管在303年之前，四位皇帝之間似乎已達成默契，一旦戴克里先和馬克西米安退位，君士坦提烏斯的兒子君士坦丁和馬克西米安的兒子馬克森提烏斯將晉升為凱撒，但到304年底，伽列里烏斯說服了戴克里先（戴克里先又說服了馬克西米安），任命伽列里烏斯提名的塞維魯和馬克西米努斯為凱撒。
305年5月1日，戴克里先和馬克西米安退位，這可能是由於戴克里先健康狀況不佳。在梅蒂奧拉努集結的軍隊面前，馬克西米安脫下紫色斗篷，將其交給新任凱撒塞維魯，並擢升君士坦提烏斯為奧古斯都。同樣的一幕在戴克里先的統治下，於尼科米底亞再次上演。名義上的奧古斯都（主皇帝）君士坦提烏斯統治西部，而伽列里烏斯則統治東部。君士坦丁成為凱撒的希望落空後，在君士坦提烏斯請求伽列里烏斯以生病為由釋放他的兒子後，君士坦丁逃離了伽列里烏斯的宮廷。君士坦丁加入了父皇在高盧海岸的宮廷，當時他正準備進軍不列顛。
305年，君士坦提烏斯渡海進入不列顛，前往該島的最北端，對皮克特人發動了軍事遠征，並於306年1月7日取得勝利，獲得稱號「不列顛尼克征服者二世」。君士坦提烏斯退到埃伯拉肯（約克）過冬後，原計畫繼續征戰，但於306年7月25日駕崩。臨終前，君士坦提烏斯向軍隊推薦他的兒子作為繼承人；因此，君士坦丁在約克被軍隊擁立為皇帝。

## 傳說

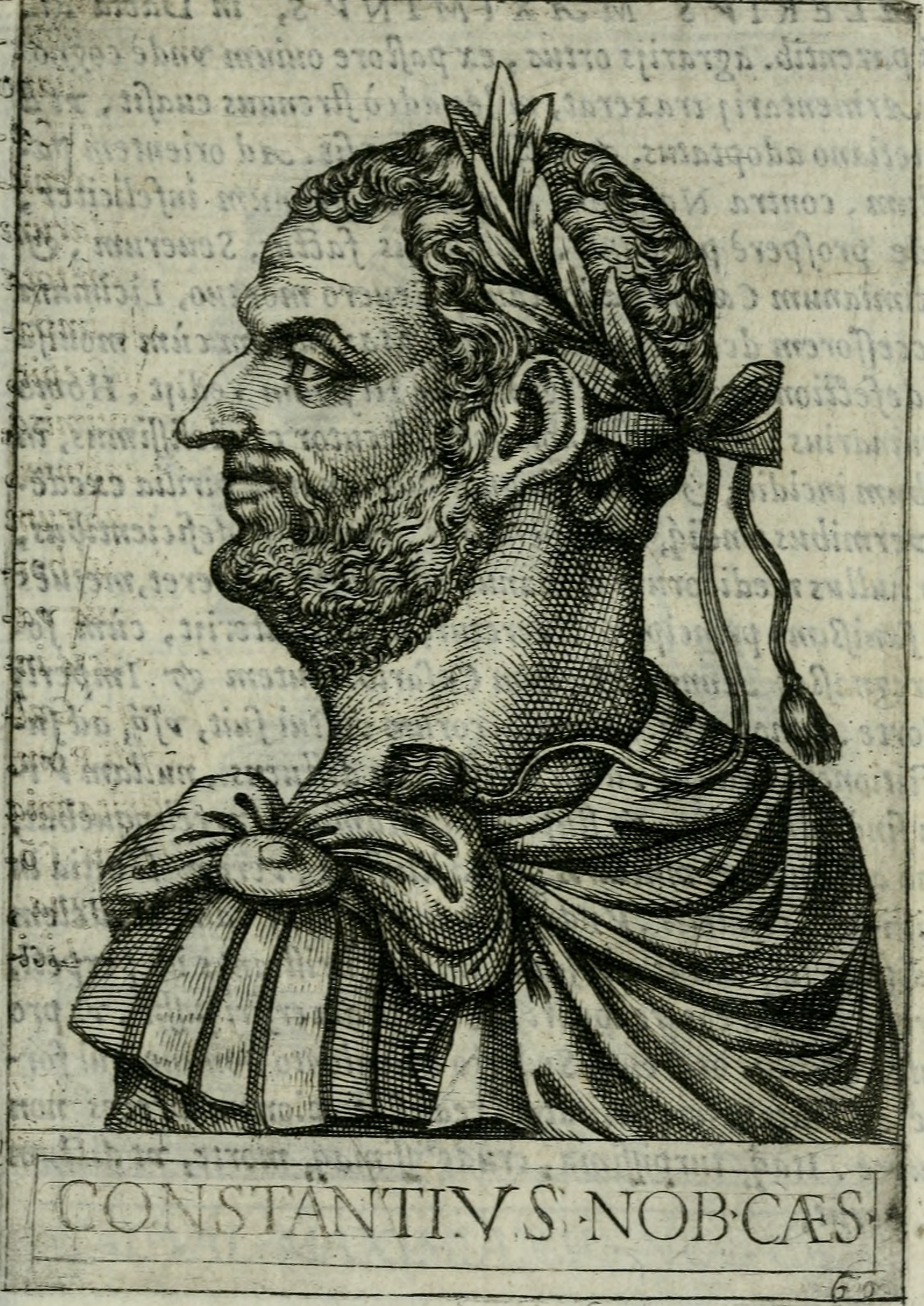
16世纪時描繪的君士坦提烏斯一世

### 基督教傳說
身為君士坦丁大帝的父親，自然有許多附會而出的基督教傳說。在《君士坦丁的一生》中，該撒利亞的優西比烏宣稱君士坦提烏斯是個基督徒，為了避開戴克里先對基督徒的迫害，才故意裝出異教的信仰。

### 不列顛傳說
中古時代，君士坦提烏斯成了傳說中的不列顛國王。在1136年成書的蒙茅斯的杰弗里的《不列顛諸王史》中，在阿斯克列庇歐多圖斯消滅不列顛王朝後，凱爾特人柯伊爾（Coel）推翻羅馬人，繼位為不列顛王。後來羅馬元老院派遣君士坦提烏斯來到不列顛，柯伊爾讓位給君士坦提烏斯，柯伊爾並在幾天後就死亡了。君士坦烏斯娶了先王柯伊爾的女兒海倫娜並生下君士坦丁，十一年後，君士坦丁便在父親死後繼任為不列顛王。但這個傳說實際上是不符合歷史事實的。